# Terry Henderson
Terry Henderson Jr (ur. 21 marca 1994 w Raleigh) – amerykański koszykarz, występujący na pozycji rzucającego obrońcy, od 2023 zawodnik Tauron GTK Gliwice.
W 2012 wystąpił w meczu gwiazd amerykańskich szkół średnich Jordan Classic Regional.
W 2018 reprezentował Charlotte Hornets, podczas rozgrywek letniej ligi NBA oraz obozu przedsezonowego.
14 lipca 2020 dołączył do GTK Gliwice. 28 września 2022 został zawodnikiem Kinga Szczecin. 2 sierpnia 2023 zawarł kolejną w karierze umowę z Tauron GTK Gliwice.